# گلیف

چند گلیف مختلف که برای نمایش حرف "a" انگلیسی به کار می‌روند.

گلیف (به انگلیسی: Glyph) تصویر یک نماد در یک سامانهٔ نوشتاری است. گلیف‌ها معمولاً به صورت مجموعه‌ای به نام قلم نگه‌داری می‌شوند. بنابراین گلیف‌ها واحدهای سازندهٔ یک قلم هستند. یک نویسهٔ خاص را می‌توان با گلیف‌های متفاوتی نمایش داد که انتخاب این گلیف بستگی به قلم و سبک قلم (پررنگ، ایتالیک و . . .) دارد. همچنین انتخاب گلیف‌ها با توجه به نحوهٔ تماسشان با گلیف‌های قبل و بعد از خود ممکن است تغییر کند. هنگامی که گلیف‌ها برای نمایش به هم متصل می‌شوند، به شکل حاصل یک لیگچر می‌گویند.
اِعراب‌ها یک گلیف فرعی به‌شمار می‌آیند.
در استاندارد یونی‌کد مستقیماً برای گلیف‌ها کد تعریف نمی‌شود بلکه حروف، دایکریتیک‌ها، عملوندهای ریاضی و . . . کدبندی شده‌اند. اینکه از کدام گلیف برای نمایش هریک از این موارد استفاده شود توسط الگوریتم‌های دیگری مشخص می‌گردد.

## واژه‌نامه
1. ↑  Glyph
2. ↑  ligature